# Colpochila maura
Colpochila maura är en skalbaggsart som beskrevs av Britton 1986. Colpochila maura ingår i släktet Colpochila och familjen Melolonthidae. Inga underarter finns listade i Catalogue of Life.